# Drusus imanishii
Drusus imanishii là một loài Trichoptera trong họ Limnephilidae. Loài này komt mogelijk voor in Nhật Bản.